# 이경영 (1960년)
이경영(李璟榮, 1960년 12월 12일 ~ )은 대한민국의 배우이다.

## 학력
- 충주고등학교 (졸업)
- 충남대학교 상경대학 (중퇴)
- 한양대학교 연극영화학과 (1985년 편입 후 1992년 학사)

## 생애
- 1960년 12월 12일 충청북도 충주시에서 태어났다.
- 충주고등학교를 거쳐, 충남대학교 상경 대에 입학했으나 얼마 안 되어 중퇴한 뒤 군 입대를 했고, 1985년 제대 이후 한양대학교 연극영화학과에 편입하여 학사 학위하였다.
- 1984년 연극배우 첫 데뷔하였다.
- 그는 1987년 3년만에 영화 《아다다》를 통해 영화배우로 데뷔했다.
- 이후 《깜동》, 《구로 아리랑》, 《하얀 전쟁》, 《게임의 법칙》, 《런어웨이》, 《할렐루야》, 《종려나무 숲》등 수많은 작품을 참여했다.
- 1993년 드라마 《머나먼 쏭바강》을 시작으로, 《로맨스》, 《크리스탈》, 《당신은 누구시길래》등 TV 드라마에 출연하였다.
- 1996년에는 《귀천도》를 통해 영화 감독으로 데뷔했다.
- 그 밖에 《몽중인》에서 감독을 맡았다.
- 1990년 제11회 한국영화평론가협회상 신인남우상 '비 오는 날 수채화', 1991년 제2회 춘사대상영화제 남우조연상 '사의 찬미', 제12회 청룡영화상 남우조연상, 1992년 제30회 대종상 남우조연상, 제3회 춘사대상영화제 남자 우수연기상, 1993년 제31회 대종상 남우조연상, 제14회 청룡영화상 인기스타상, 제29회 백상예술대상 영화부문 남자 최우수연기상, 1996년 제32회 백상예술대상 영화부문 남자 최우수연기상 '런어웨이', 1999년 SBS 연기대상 최우수연기상 등의 상을 수상했다.

## 연기 활동 및 출연작

### 영화
- 1987년 《아다다》 ... 수룡 역
- 1988년 《연산일기》 ... 중종 역
- 1988년 《깜동》 ... 최중기 역
- 1989년 《구로 아리랑》 ... 현식 역
- 1990년 《비 오는 날 수채화》 ... 천호 역
- 1990년 《있잖아요 비밀이에요》 ... 오 선생 역
- 1990년 《영심이》 ... 교생 역
- 1990년 《단지 그대가 여자라는 이유만으로》 ... 상대편 변호사 역
- 1990년 《난 깜짝 놀랄 짓을 할거야》 ... 김인 역
- 1991년 《있잖아요 비밀이에요 2》 ... 오 선생 역
- 1991년 《부활의 노래》 ... 태일 역
- 1991년 《잃어버린 너》 ... 이종환 역
- 1991년 《하얀 비요일》 ... 고묵 역
- 1991년 《사의 찬미》 ... 홍난파 역
- 1992년 《가을 여행》 ... 천호 역
- 1992년 《백치 애인》 ... 명준 역
- 1992년 《섬강에서 하늘까지》 ... 장재인 역
- 1992년 《공룡 선생》 ... 영웅 역
- 1992년 《하얀 전쟁》 ... 변진수 역
- 1993년 《사랑의 종합병원》 ... 박민우 역
- 1993년 《아침이 오면 그대 이름으로》 ... 준영 역
- 1993년 《그 여자, 그 남자》 ... 창 역
- 1993년 《비 오는 날 수채화 2》 ... 천호 역
- 1993년 《그 섬에 가고 싶다》 ... 군인 역(특별출연)
- 1994년 《장미의 나날》 ... 명호 역
- 1994년 《세상 밖으로》 ... 이춘길 역
- 1994년 《헐리우드 키드의 생애》 ... (특별출연)
- 1994년 《게임의 법칙》 ... 인수 역
- 1994년 《어린 연인》 ... 이은우 역
- 1995년 《손톱》 ... 정민 역
- 1995년 《남자는 괴로워》 ... (특별출연)
- 1995년 《테러리스트》 ... 사현 역
- 1995년 《엄마에게 애인이 생겼어요!》 ... 진우 역
- 1995년 《개같은 날의 오후》 ... 덕배/도둑1 역
- 1995년 《런어웨이》 ... 장 형사 역
- 1996년 《진짜 사나이》 ... 라이방 역(우정출연)
- 1996년 《코르셋》 ... 한상우 역
- 1996년 《귀천도》 ... 좌운검 역
- 1997년 《3인조》 ... 안 역
- 1997년 《체인지》 ... 학생주임 미친개 역
- 1997년 《마리아와 여인숙》 ... (특별출연)
- 1997년 《미스터 콘돔》 ... 경호 역
- 1997년 《홀리데이 인 서울》 ... 전화상 역 (특별출연)
- 1997년 《쁘아종》 ... 영수 역
- 1997년 《베이비 세일》 ... 상준 역
- 1997년 《할렐루야》 ... 오동팔 역
- 1998년 《죽이는 이야기》 ... 하비 역
- 1998년 《기막힌 사내들》 ... 베테랑 역
- 1998년 《키스할까요?》 ... 성주 역
- 2001년 《이것이 법이다》 ... (특별출연)
- 2002년 《몽중인》 ... 이윤호 역
- 2002년 《미워도 다시 한번 2002》 ... 안지환 역
- 2002년 《패밀리》 ... 최무영 역
- 2005년 《종려나무 숲》 ... 최 선장 역
- 2007년 《눈부신 날에》 ... 상준 역
- 2007년 《두 사람이다》 ... 가인 부 역(특별출연)
- 2007년 《상사부일체 - 두사부일체 3》 ... 주지 스님 역(특별출연)
- 2008년 《신기전》 ... 금오 역(특별출연)
- 2009년 《파주》 ... 보스 역(특별출연)
- 2010년 《무적자》 ... 박 경위 역
- 2011년 《죽이러 갑니다》 ... 노동자 역
- 2011년 《써니》 ... 성인 준호 역(특별출연)
- 2011년 《모비딕》 ... 장 선생 역
- 2011년 《최종병기 활》 ... 김무선 역
- 2011년 《푸른소금》 ... 최고문 역
- 2011년 《카운트다운》 ... 조명석 역
- 2012년 《부러진 화살》 ... 이태우 판사 역
- 2012년 《봄, 눈》 ... 아버지 역
- 2012년 《후궁: 제왕의 첩》 ... 김계주 역
- 2012년 《5백만불의 사나이》 ... 박 의원 역(특별출연)
- 2012년 《회사원》 ... 반지훈 부장 역
- 2012년 《외사경찰》 ... 최길순 역
- 2012년 《남영동1985》 ... 이두한 역
- 2012년 《26년》 ... 김갑세 역
- 2012년 《차이나 블루》 ... 은혁 아버지 역(특별출연)
- 2013년 《베를린》 ... 리학수 역
- 2013년 《신세계》 ... 석 회장 역(특별출연)
- 2013년 《마스터 클래스의 산책》
- 2013년 《더 테러 라이브》 ... 차대은 역
- 2013년 《화이: 괴물을 삼킨 아이》 ... 임형택 역
- 2014년 《또 하나의 약속》 ... 교익 역
- 2014년 《관능의 법칙》 ... 최성재 역
- 2014년 《백프로》 ... 교장 역
- 2014년 《무명인》 ... 유강진 역
- 2014년 《해적: 바다로 간 산적》 ... 소마 역
- 2014년 《군도: 민란의 시대》 ... 땡추 역
- 2014년 《타짜: 신의 손》 ... 꼬장 역
- 2014년 《제보자》 ... 이장환 역
- 2014년 《패션왕》 ... 원호 부 역(특별출연)
- 2015년 《허삼관》 ... 옥란 부 역
- 2015년 《은밀한 유혹》 ... 김석구 역
- 2015년 《소수의견》 ... 박재호 역
- 2015년 《암살》 ... 강인국 사장 역 (작중 메인 악남) (첫 천만영화)
- 2015년 《협녀, 칼의 기억》 ... 스승 역
- 2015년 《뷰티 인사이드》 ... 우진 부 역
- 2015년 《치외법권》 ... 왕 팀장 역
- 2015년 《서부전선》 ... 유 중령 역
- 2015년 《내부자들》 ... 장필우 역 (작중 메인 악남)
- 2015년 《조선마술사》 ... 안동휘 역
- 2016년 《대배우》 ... 깐느 박 역
- 2016년 《판도라》 ... 총리 역
- 2017년 《여교사》 ... 이사장 역
- 2017년 《재심》 ... 구필호 대표 역
- 2017년 《프리즌》 ... 배 국장 역
- 2017년 《중2라도 괜찮아》 ... 백운도사 역
- 2017년 《특별시민》 ... 정치인 역
- 2017년 《불한당: 나쁜 놈들의 세상》 ... 고병철 역
- 2017년 《리얼》 ... 노염 역(특별출연)
- 2017년 《군함도》 ... 윤학철 역
- 2017년 《대장 김창수》 ... 이재정 역
- 2017년 《강철비》 ... 김경영 역
- 2017년 《신과함께: 죄와 벌》 ... 오관대왕 역(특별출연)
- 2018년 《게이트》 ... 장춘 역
- 2018년 《머니백》 ... 킬러 박 역
- 2018년 《신과함께: 인과 연》 ... 오관대왕 역(특별출연)
- 2018년 《물괴》 ... 심운 역
- 2019년 《자전차왕 엄복동》 ... 엄선양 역
- 2019년 《블랙머니》 ... 이광주 역
- 2019년 《백두산》 ... 최 장군 역
- 2019년 《오즈 온 더 문》
- 2021년 《새콤달콤》 ... 경비원 역
- 2022년 《방관자들》 ... 강윤태 의장 역
- 2022년 《컴백홈》 ... 팔출 역
- 2022년 《탄생》 ... 이웅식 역

### SBS
- 1993년 SBS 《머나먼 쏭바강》 ... 김기수 병장 역
- 1996년 SBS 《달팽이》 ... 병도 역
- 1998년 SBS 《은실이》 ... 장낙도 역
- 1998년 SBS 《로맨스》 ... 유춘봉 역
- 1998년 SBS 《시트콤 LA아리랑》
- 1999년 SBS 《러브스토리》 ... 동재 역
- 1999년 SBS 《크리스탈》 ... 은석 역
- 1999년 SBS 《당신은 누구시길래》 ... 동호태 역
- 1999년 SBS 《아들아 너는 아느냐》 ... 장수 아빠 역
- 2000년 SBS 《도둑의 딸》 ... 덕구 역
- 2000년 SBS 《불꽃》 ... 이강욱 역
- 2019년 SBS 《해치》 ... 민진헌 역
- 2019년 SBS 《배가본드》 ... 에드워드 박 역
- 2020년 SBS 《하이에나》 ... 송필준 역
- 2022년 SBS 《어게인 마이 라이프》... 조태섭 역
- 2022년 SBS 《왜 오수재인가?》... 한성범 역
- 2023년 SBS 《낭만닥터 김사부 3》... 차진만 역

### MBC
- 1998년 MBC 《시트콤 남자 셋 여자 셋》 ... 사단장 최병학 육군 소장의 전속부관 이경영 육군 소령 역으로 카메오 단역
- 2021년 MBC 《검은 태양》 ... 이인환 역
- 2022년 MBC 《닥터 로이어》 ... 구진기 역

### KBS
- 2001년 KBS2 《푸른 안개》 ... 윤성재 역
- 2023년 KBS2 《순정복서》 ... 김오복의 아버지이자, 백반집 식당 주인 역 (특별출연)

### 타방송사
- 2009년 OBS 《거위의 꿈》 ... 윤희 부 역
- 2012년 OCN 《뱀파이어 검사 2》 ... 조정현 역
- 2014년 tvN 《미생》 ... 최영후 전무 역
- 2015년 tvN 《신분을 숨겨라》 ... 최대현 국장 역
- 2015년 넷플릭스 《센세이트》 ... 박강대 역
- 2015년 OCN 《귀신 보는 형사 처용 2》 ... 경찰서장 역
- 2015년 JTBC 《디 데이》 ... 박건 역
- 2017년 tvN 《비밀의 숲》 ... 이윤범 역
- 2017년 tvN 《하백의 신부 2017》 ... 대사제 역
- 2017년 tvN 《아르곤》 ... 이근화 역 (특별출연)
- 2018년 JTBC 《미스티》 ... 장규석 역
- 2018년 tvN 《나인룸》 ... 기산 역
- 2019년 OCN 《달리는 조사관》
- 2020년 JTBC 《부부의 세계》 ... 여병규 역
- 2021년 tvN 《빈센조》 ... 박승준 역
- 2022년 TVING 《돼지의 왕》 ... 최석기 역
- 2022년 tvN 《아다마스》 ... 권재규 역
- 2023년 디즈니+ 《무빙》 ... 장필우 역 (특별출연)
- 2023년 ENA 《낮에 뜨는 달》 ... 소리부 역

### 뮤직비디오
- 2022년 이무진 - 참고사항

## 연출 활동

### 영화 감독
- 1996년 《귀천도》
- 2002년 《몽중인》

## 방송
- 2022년 JTBC 《히든싱어 7》 - 게스트

## CF
- 더 워킹 데드 : 서바이버즈
- 엔픽셀 그랑사가
- 유주게임즈코리아 그랑삼국
- 러시앤캐시 OK!저축은행
- 한국네슬레 네스카페 (with 신혜수)
- 아가방
- 월다크 브랑누아
- 태광산업 쾨헬
- 덴폴
- 신용협동조합중앙회
- SK에너지 엔크린 (with 박중훈)
- 캠브리지맴버스
- 세진컴퓨터랜드
- 하림  (with 이미영)
- 유한양행 지르텍
- SK플래닛 OK캐쉬백 (with 김민종)
- 오리온 미스 후라보노 (with 이주희)
- 코웰메디 (with 임현태)

## 수상 및 후보
| 연도 | 시상식                          | 부문                       | 작품                     | 결과 |
| ---- | ------------------------------- | -------------------------- | ------------------------ | ---- |
| 1990 | 제28회 대종상                   | 신인남우상                 | 구로 아리랑              | 후보 |
| 1990 | 제10회 한국영화평론가협회상     | 신인남우상                 | 비 오는 날 수채화        | 수상 |
| 1990 | 제11회 청룡영화상               | 남우조연상                 | 비 오는 날 수채화        | 후보 |
| 1991 | 제2회 춘사대상영화제            | 남우조연상                 | 사의 찬미                | 수상 |
| 1991 | 제12회 청룡영화상               | 남우조연상                 | 사의 찬미                | 수상 |
| 1992 | 제30회 대종상                   | 남우조연상                 | 사의 찬미                | 수상 |
| 1992 | 제3회 춘사대상영화제            | 남자 우수연기상            | 하얀 전쟁                | 수상 |
| 1992 | 제13회 청룡영화상               | 남우주연상                 | 하얀 전쟁                | 후보 |
| 1993 | 제29회 백상예술대상             | 영화부문 남자 최우수연기상 | 하얀 전쟁                | 수상 |
| 1993 | 제31회 대종상                   | 남우조연상                 | 하얀 전쟁                | 수상 |
| 1993 | 제14회 청룡영화상               | 인기스타상                 | 그 여자, 그 남자         | 수상 |
| 1993 | 제14회 청룡영화상               | 남우주연상                 | 그 여자, 그 남자         | 후보 |
| 1994 | 제30회 백상예술대상             | 영화부문 인기상            | 그 여자, 그 남자         | 수상 |
| 1994 | 제5회 춘사대상영화제            | 남자 우수연기상            | 세상 밖으로              | 수상 |
| 1994 | 제15회 청룡영화상               | 인기스타상                 | 세상 밖으로, 게임의 법칙 | 수상 |
| 1994 | 제15회 청룡영화상               | 남우조연상                 | 게임의 법칙              | 후보 |
| 1994 | 제15회 청룡영화상               | 남우주연상                 | 세상 밖으로              | 후보 |
| 1995 | 제33회 대종상                   | 남우주연상                 | 세상 밖으로              | 후보 |
| 1996 | 제32회 백상예술대상             | 영화부문 남자 최우수연기상 | 런어웨이                 | 수상 |
| 1996 | 제17회 청룡영화상               | 신인감독상                 | 귀천도                   | 후보 |
| 1998 | SBS 연기대상                    | 남자 우수연기상            | 로맨스                   | 수상 |
| 1999 | SBS 연기대상                    | 남자 최우수연기상          | 크리스탈, 러브스토리     | 수상 |
| 2000 | SBS 연기대상                    | 남자 최우수연기상          | 불꽃                     | 후보 |
| 2001 | KBS 연기대상                    | 남자 최우수연기상          | 푸른 안개                | 후보 |
| 2013 | 제22회 부일영화상               | 남우조연상                 | 남영동1985               | 후보 |
| 2014 | 제50회 백상예술대상             | 영화부문 남자 조연상       | 관능의 법칙              | 후보 |
| 2014 | 제51회 대종상                   | 남우조연상                 | 제보자                   | 후보 |
| 2014 | 제15회 부산영화평론가협회상     | 남우주연상                 | 해적: 바다로 간 산적     | 수상 |
| 2014 | 제35회 청룡영화상               | 남우조연상                 | 제보자                   | 후보 |
| 2015 | 제51회 백상예술대상             | 영화부문 남자 조연상       | 제보자                   | 후보 |
| 2015 | 제35회 황금촬영상               | 심사위원특별상             | 제보자                   | 수상 |
| 2015 | 제24회 부일영화상               | 남우조연상                 | 소수의견                 | 수상 |
| 2015 | 제36회 청룡영화상               | 남우조연상                 | 소수의견                 | 후보 |
| 2015 | 제4회 에이판 스타 어워즈        | 남자 연기상                | 미생                     | 수상 |
| 2016 | 제21회 춘사영화상               | 남우조연상                 | 소수의견                 | 후보 |
| 2016 | 제52회 백상예술대상             | 영화부문 남자 조연상       | 소수의견                 | 수상 |
| 2016 | 제5회 스타의밤 대한민국톱스타상 | 톱조연상                   | 내부자들                 | 수상 |
| 2016 | 제53회 대종상                   | 남우조연상                 | 내부자들                 | 후보 |
| 2017 | 제25회 대한민국문화연예대상     | 영화부문 남자 최우수연기상 | 군함도                   | 수상 |
| 2019 | SBS 연기대상                    | 남자 조연상                | 배가본드                 | 후보 |